# Поссе, Кнут
Кнут Йёнссон Поссе (швед. Knut Jönsson Posse, около 1440 — 25 марта 1500, Кастельхольм) — шведский государственный деятель и военачальник, один из известнейших комендантов крепостей средневековой Швеции. Его имя связывают со знаменитым «Выборгским громом». Он долго служил дому Стуре в Тавастехусе и в Выборге, а также сражался в Остзейских провинциях против русских.

## Биография

### Ранние годы
По происхождению Кнут Поссе является датским шведом. Его отец, рыцарь Йёнс Лаге Поссе происходил из датского рода, но обосновался в Вестерётланде. Там он женился на дочери лагмана, и его старший сын Кнут получил имя от могущественного деда по матери Кнута Йёнссона.
В 1460-е гг. он сблизился с аристократом Эриком Аксельссоном Тоттом. Тотт был авторитетным человеком, поэтому благодаря связям с ним Йёнс Поссе в 1466 г. попал в риксрод, а Кнут Поссе получил назначение в Финляндию.
После своего назначения регентом в октябре 1466 г. Тотт назначил Поссе фогдом в крепость Стокгольма.
Однако уже в сентябре 1470 г. он, вернувшись в Финляндию, присутствовал на уездном суде в Янаккала, возможно, как личный представитель управляющего губернией Тавастия Эрика Аксельссона Тотта.
10 октября 1471 г. Поссе командовал войсками против датчан в  битве на Брункеберге и был тяжело ранен. В 1473 г. Поссе был избран членом Риксрода. С осени 1473 г. был фогтом Эрика Аксельссона Тотта в крепости Тавастехус, а в 1477 г. он получил её в ленное владение.

### Служба в Финляндии
В 1483 г., после смерти Эрика Аксельссона и его брата Ларса, крепости Тоттов, за исключением Раасепори, перешли к регенту Стену Стуре. Поссе был лицом, ведающим распродажей наследственного имущества в Выборге в 1481 г. В 1483 г., в последний раз третий из Аксельссонов, Ивар, уполномочил его передать Стуре всё военное снаряжение Выборга и Олафсборга. В то же время Поссе перешел на службу к Стуре и получил от того в лен крепость Тавастехус за годовую оплату.
Осенью 1485 г. он перерезал пути коммуникации Ливонского ордена на берегах Эстляндии, когда Швеция поддержала враждебный ордену город Ригу. Стуре в 1487 г. приступил к окончательному выяснению отношений с Тоттами. Тогда Поссе окружил находившуюся под властью Ивара Аксельссона крепость Раасепори, а также Боргхольм в Эланде. Осенью того же года период перемирия с Новгородом подходил к концу, и в дальнейших переговорах нелишне было использовать военное давление. Поссе был комендантом Выборгской крепости, пока ситуация не улеглась. Поссе, хорошо знакомого с делами в Остзейских провинциях, использовали в качестве парламентера на переговорах. Он был членом шведской делегации при заключении перемирия с Ливонским орденом 9 октября 1487 г., а также, совместно с настоятелем Абоского собора Магнусом Николаем Сяркилахти, при подписании мира между Швецией и орденом в Ревеле 17 ноября 1488 г.

#### Война с Россией и «Выборгский гром»
В это время началось усиление Московского княжества, и стала увеличиваться его экспансия в направлении Балтийского моря. Шведы были весьма обеспокоены этим и желали бы иметь в союзниках Ливонский орден. Вероятно, в это время зародилась дружба Поссе и Магнуса Николая, которая прошла через испытания следующего десятилетия. Её прочность отмечена в епископских хрониках Финляндии.
В 1490 году он был назначен комендантом крепости Кастельхольм на Аландских островах. С этого момента он активно участвовал в заседаниях Государственного совета Швеции. Он был сторонником заключения мира с Ливонским орденом для совместной борьбы с Московским государством. Однако в 1493 году орден заключил союз с Иваном III. В том же году с ним же заключил мир и датский король. Наступление главных сил русских на Выборг началось в сентябре 1495 г. Обороной города руководил Поссе, комендант Выборгского замкового лена, прибывший в Выборг годом ранее. Несмотря на большое численное превосходство русских, 30 ноября шведским войскам под командованием Поссе удалось отбить штурм. Уже в декабре русские войска ушли из Финляндии. Причиной тому стала нехватка продовольствия, а также разразившаяся в 1495 г. в Западной Финляндии эпидемия чумы.

### Последние годы
Летом 1496 года Поссе принимал участие во взятии Ивангорода, затем вернулся в Выборг и оставался там до июля 1497 года. 15 мая 1496 г. Государственный совет дал ему в лен в пожизненное пользование и его наследникам на 30 лет весь уезд Осе в Вестерётланде. 27 июня 1499 г. он получил в пожизненное ленное владение также и Кастельхольм.
Поссе умер 25 марта 1500 г., предположительно в Кастельхольме. В литературе часто утверждается, что Поссе был похоронен в Абоском кафедральном соборе. Утверждение основано на упоминании в Епископских хрониках Финляндии о том, что Поссе умер в том же году, что и епископ Магнус Николай, и на дополнении хрониста: «И так они не расстались даже в своей смерти».